# Неферкара VII
Неферкара VII — фараон з IX (Гераклеопольської) династії, який правив частиною Стародавнього Єгипту з центром у Гераклеополі за часів так званого Першого перехідного періоду у XXI столітті до н. е.

## Життєпис
У Манефона імена фараонів тієї династії, окрім родоначальника відсутні. Ім'я Неферкари встановлено за Туринським царським списком (№ 4./20), але власне ім'я там не зазначено. При цьому у наступного за ним у списку фараона (№ 4./21) зазначено лише власне ім'я без «сонячного» — Хеті, що незвично для царського списку. Деякі єгиптологи вважають, що присутність у списку тільки «сонячного» імені — помилка писаря, який випадково переніс власне ім'я на наступний рядок, тому власним іменем Неферкари було Хеті.
За часів свого правління Неферкара стикнувся зі зростанням могутності номархів IV верхньоєгипетського ному з центром у Фівах, які почали поширювати свою владу на південь Єгипту. Сучасником Неферкари був Уаханка Ініотеф, який розпочав розширювати свої володіння. А у III верхньоєгипетскому номі в боротьбі за владу зійшлись номарх Хетепі, який утримував бік Фів, і його більш молодий співправитель Анхтіфі, який виступив поборником зміцнення влади Гераклеопольських фараонів. Переможцем вийшов Анхтіфі, який надалі вміло використав суперечки між Гераклеопольськими й Фіванськими правителями, досягнувши положення фактичного правителя Верхнього Єгипту (включаючи Елефантину й Едфу).